# Janusz Rypuszyński

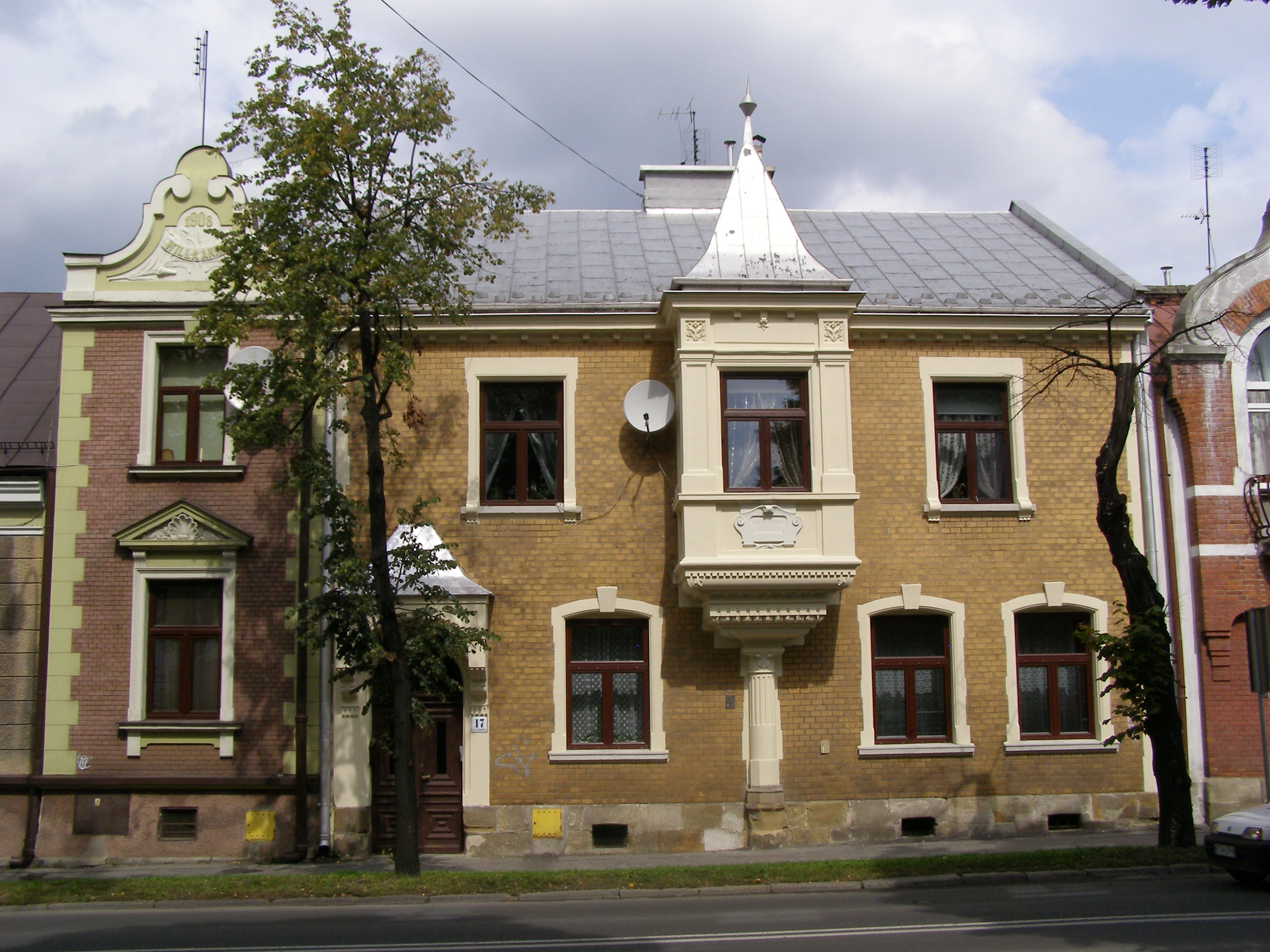
Willa "Janina"

Janusz Rypuszyński (ur. 5 maja 1848 we Lwowie, zm. 1 lutego 1932 w Tarnowie) − inżynier budownictwa i architekt, w latach 1923−1926 burmistrz i komisarz rządowy Tarnowa.
Janusz Rypuszyński był synem Onufrego i Janiny Gudzińskiej. Urodził się we Lwowie, tam także ukończył studia na Akademii Technicznej, potem studiował również w Wiedniu. Pracował przy budowie kilku linii kolejowych na terenie Austro-Węgier, między innymi Tarnów − Leluchów. Około 1889 roku zamieszkał na stałe w Tarnowie, gdzie otworzył biuro. Jako architekt i inżynier budowlany był twórcą kilkudziesięciu budynków publicznych i prywatnych w Tarnowie i okolicach. Mieszkał w zaprojektowanej przez siebie willi "Janina" przy ulicy Lipowej (obecnie Aleja Solidarności).
W 1890 roku został wybrany w skład tarnowskiej rady miasta jako zastępca radnego, a w roku następnym został radnym. Podczas I wojny światowej pełnił obowiązki wiceburmistrza miasta w zastępstwie Hermana Mütza. W 1923 roku, po rezygnacji Tadeusza Tertila z urzędu burmistrza, Janusz Rypuszyński został 3 grudnia wybrany na to stanowisko większością głosów 37 do jednego. Wyboru tego nie zaakceptowało tarnowskie starostwo.
W związku z mającymi miejsce 8 listopada 1923 roku starciami robotników z wyprowadzonym na ulice miasta wojskiem, w których zginęło pięć osób a 39 zostało rannych (dwie z nich wkrótce zmarły) i trzy dni późniejszym pogrzebem poległych, mającym charakter demonstracji politycznej, władze państwowe zdecydowały się 13 lutego 1924 roku rozwiązać radę miejską i powołać zarząd komisaryczny. Komisarzem mianowano Janusza Rypuszyńskiego a jego zastępcą Michała Skowrońskiego. Przez kolejne niespełna trzy lata zarząd komisaryczny działał w atmosferze nieufności i oskarżeń ze strony lewicy, która nie miała swych przedstawicieli w składzie zarządu, przy mocno zadłużonym budżecie miejskim. Pomimo to realizowano szereg inwestycji, między innymi brukowanie ulic czy renowację Ratusza. Dużym skandalem był zakup przez magistrat luksusowego samochodu marki Cadillac.
Po zamachu majowym nasiliły się żądania odwołania zarządu komisarycznego. Ostatecznie w listopadzie 1926 roku reaktywowano radę miejską, a 27 listopada Janusz Rypuszyński złożył rezygnację. Jedną z jego ostatnich decyzji było powołanie na stanowisko dyrektora budownictwa miejskiego inżyniera Witolda Giżberta-Studnickiego.
Janusz Rypuszyński zmarł 1 lutego 1932 roku i został pochowany w grobowcu rodzinnym na Starym Cmentarzu w Tarnowie.